# Tigers Jaw

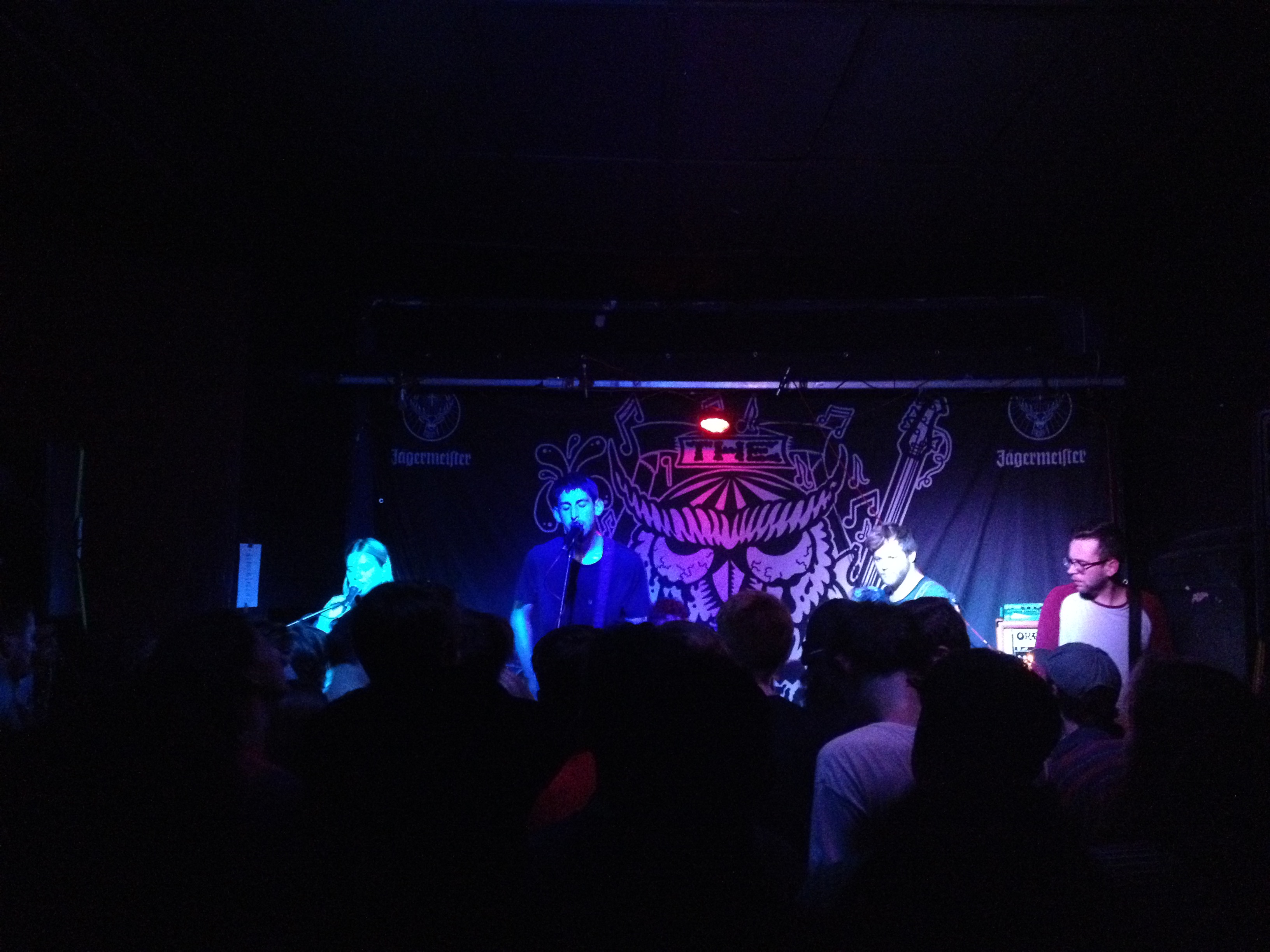
Tigers Jaw live im The Owl Sanctuary, Norwich, UK am 19. August 2015 während ihrer UK-/Europa-Tour

Tigers Jaw ist eine US-amerikanische Rockband aus Scranton, Pennsylvania.

## Geschichte

### Frühe Jahre undTigers Jaw(2006–2012)
Der Name der Band ist eine Anspielung auf einen Song der Lo-Fi-Band The Microphones. Sie haben auch eine Reihe von Songs, deren Titel auf Songs der Band verweisen. Die Mitglieder Ben Walsh und Adam McIlwee gründeten die Gruppe im Jahr 2005 während ihrer Highschool-Zeit, Brianna Collins trat nach den ersten paar Monaten bei. Sie nannten Fall Out Boy und My Chemical Romance als frühe musikalische Einflüsse.
Ihr erstes Album, Belongs to the Dead, wurde 2006 veröffentlicht. 2009 erschien die 7-Zoll-Single Spirit Desire auf Tiny Engines. Im November 2012 unterstützte die Gruppe Title Fight auf ihrer Headliner-USA-Tour.

### Charmer(2013–2016)
Tigers Jaw veröffentlichten zwei weitere Alben, bevor sie im März 2013 eine Pause ankündigten, weil Adam McIlwee, Dennis Mishko und Pat Brier aus persönlichen Gründen die Band verließen. Viele Fans interpretierten diese Ankündigung so, dass die Band auseinanderbrach. Ihr Plattenlabel Run for Cover Records gab jedoch im August 2013 bekannt, dass die Auflösung der Band nicht offiziell sei. Ben Walsh und Brianna Collins stellten zudem klar, dass sie mit Tigers Jaw weitermachen würden. Mitglieder von Basement halfen während ihrer UK-Tour 2013 aus, während Mitglieder von Balance and Composure bei den US-Termine einsprangen.
Nachdem Adam McIlwee Tigers Jaw verlassen hatte, verfolgte er sein experimentelles Soloprojekt Wicca Phase Springs Eternal. Unter diesem Namen mischte McIlwee Emo- und Gothästhetik mit Cloud-Rap und Trap, wurde ein wichtiges Mitglied in Musikgruppen wie THRAXXHOUSE und GothBoiClique und arbeitete mit dem inzwischen verstorbenen Rapper Lil Peep zusammen.
Am 21. März 2014 gaben Tigers Jaw ihr nächstes Studioalbum, Charmer, heraus, zusammen mit der Single Nervous Kids. Charmer erreichte Platz 49 der Billboard-Charts.
Von Mitte 2014 bis März 2016 tourte Tigers Jaw – meistens zusammen mit anderen Bands – durch die USA, Brasilien, Australien und Europa.

### Spin,Eyes ShutundI Won’t Care How You Remember Me(seit 2017)
Am 22. März 2017 wurde das Album Spin für die Veröffentlichung am 19. Mai über Black Cement Records angekündigt, wobei eine US-Tour am selben Tag begann. Das Album erschien mit drei Singles: Guardian, June und Window.
2019 veröffentlichte die Band eine neue eigenständige Single, Eyes Shut. Der Track wurde in den Sessions für Spin aufgenommen, schaffte es aber nicht mehr auf das Album. Die Single diente als Titeltrack einer neuen EP, die mit akustischen Versionen von Guardian, Follows und Eyes Shut kombiniert wurde. 2019 wurden die Tourneemusiker Teddy Roberts (Schlagzeug) und Colin Gorman (Gitarre, Bass) als feste Mitglieder in die Band aufgenommen.
Im Jahr 2020 veröffentlichte Tigers Jaw einen neuen Song mit dem Titel Warn Me. Es war die erste Veröffentlichung der Band bei Hopeless Records. Im Oktober desselben Jahres präsentierte die Band eine neue Single, Cat’s Cradle. Sie dient als offizielle Lead-Single zum sechsten Album der Band, I Won’t Care How You Remember Me. Im Dezember veröffentlichte die Band Lemon Mouth, die zweite Single des Albums, im Januar 2021 folgte die dritte Single, Hesitation.

## Mitglieder
Aktuelle Besetzung (2021)
- Ben Walsh – Gesang, Gitarre (2007–heute), Schlagzeug (2005–2007, 2016–2019), Bass (2016–2019)
- Brianna Collins – Gesang, Keyboards (2006–heute)
- Theodore „Teddy“ Roberts – Schlagzeug (2019–heute; Tourneemitglied 2014, 2015–2019)
- Colin Gorman – Gitarre, Bass (2019–heute; Tourneemitglied 2013, 2018–2019)

Ehemalige Mitglieder
- Adam McIlwee – Gesang, Gitarre (2005–2013)
- Mike May – Schlagzeug (2007)
- Dennis Mishko – Bass (2007–2013)
- Pat Brier – Schlagzeug (2007–2013)

Aktuelle Tourneemusiker
- Mark Lebiecki – Gitarre (seit 2019)
- Sam Acchione – Gitarre (seit 2021)

Ehemalige Tourneemusiker
- Andrew Fisher – Bass (2013)
- James Fisher – Schlagzeug (2013)
- Matt Warner – Bass (2013)
- Bailey Van Ellis – Schlagzeug (2013)
- Derrick Sherman – Gitarre, Gesang (2013, 2015)
- Eliot Babin – Schlagzeug (2014)
- Jake Woodruff – Gitarre (2014)
- Sam Lister – Schlagzeug (2015)
- Pat Benson – Gitarre (2015–2018)
- Luke Schwartz – Bass (2014–2018)

## Diskografie

### Alben
- 2006: Belongs to the Dead
- 2008: Tigers Jaw
- 2010: Two Worlds
- 2014: Charmer
- 2017: Spin
- 2021: I Won’t Care How You Remember Me